# 우나돈

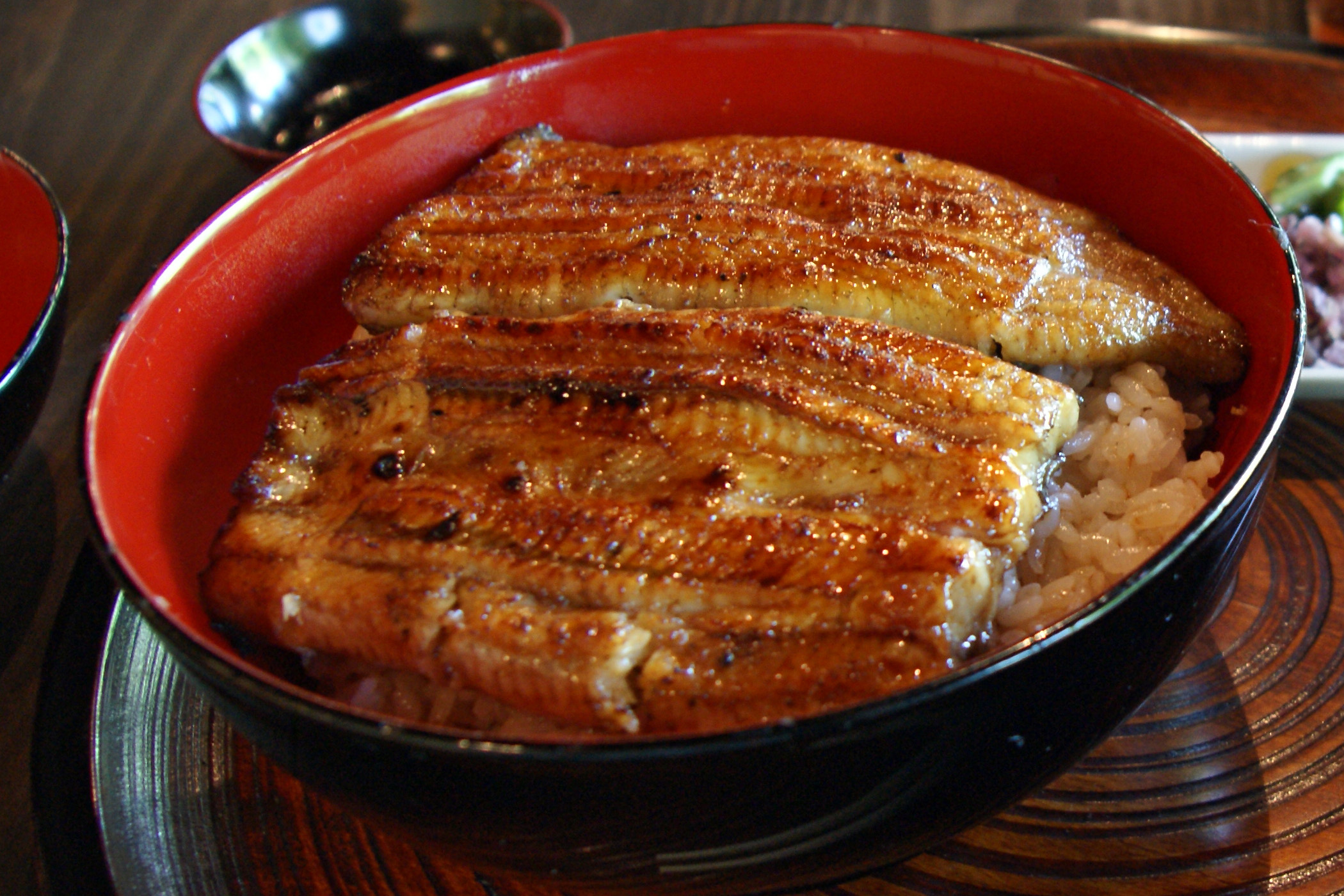
그릇에 담겨 있는 우나돈.

우나돈(일본어: 鰻丼)은 일본식 덮밥인 돈부리의 일종으로, 장어를 밥 위에 얹어 먹는 장어덮밥이다.

## 종류
- 우나주(鰻重)
- 히츠마부시(ひつまぶし)

## 같이 보기
- 가쓰돈
- 규동